# 燕沢碑
燕沢碑（つばめざわのひ）は、宮城県仙台市宮城野区燕沢の善応寺境内に立つ石碑である。
仙台市内に散見される蒙古碑（もうこのひ）と呼ばれる古碑の一で、元からの帰化僧である無学祖元が鎌倉時代後期（13世紀後葉）の文永・弘安両度の元寇における元軍戦歿者の追善の為に建てたものと推測されている。江戸時代に一時埋もれたが、発掘された後に「大乗妙典（法華経）一字一石の塔（記念碑）」として利用された。

## 概要

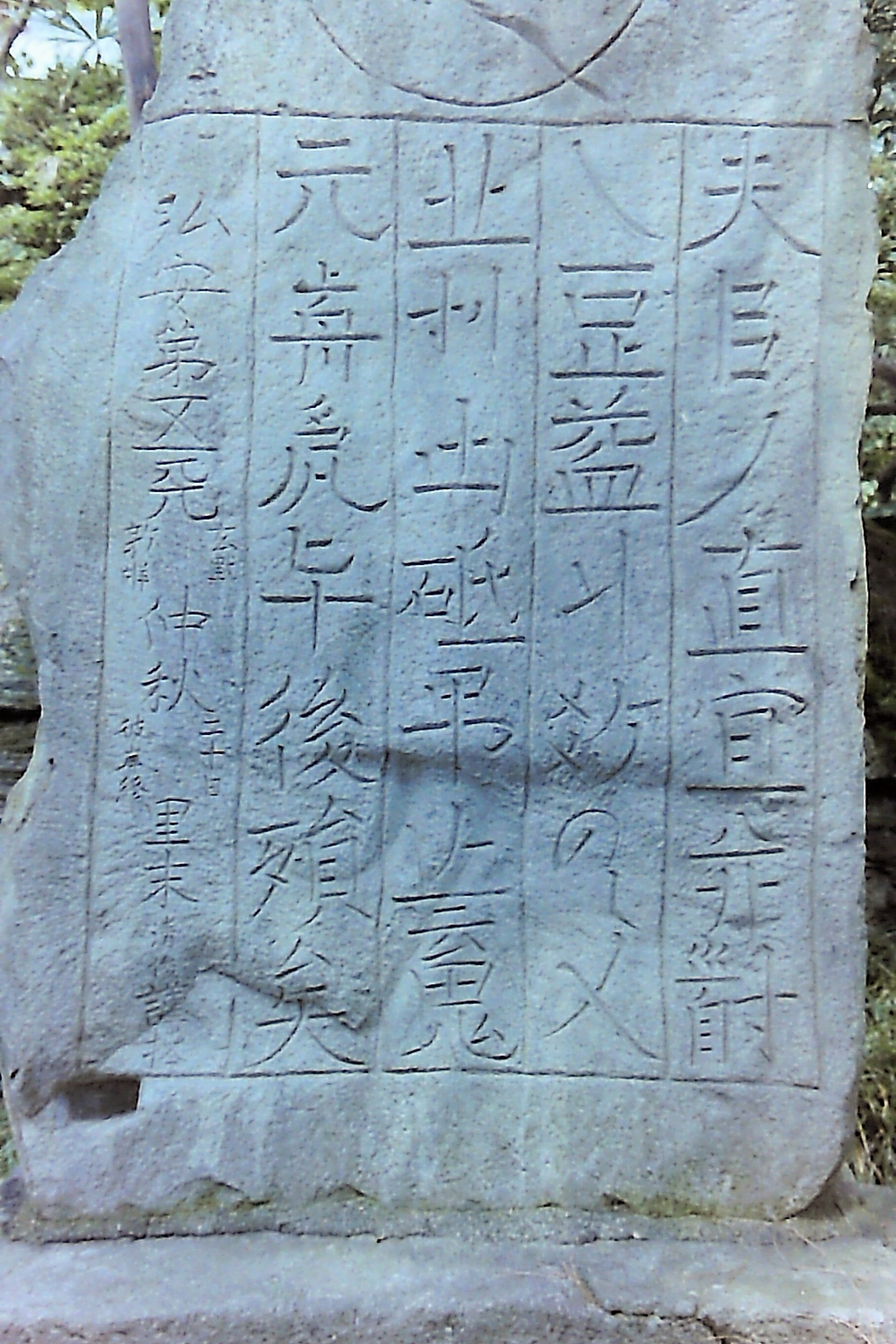
燕沢碑

高約1.6メートル最大巾約0.9メートルの石碑で、表面の碑額に円内に大吉祥大明菩薩の種字を刻し、その下に枠を設けて4本の罫を引き、右4行に各行7文字宛28文字を刻む。また末行には「弘安第五天玄黓敦牂仲秋二十日彼岸終」の年紀があり（「玄黓」は十干の「壬」、「敦牂」は十二支の「午」のそれぞれ異称。弘安5年（1282年）の干支が「壬午」に当たる）、また「清俊」と制作者と覚しき人名を刻む。本文28字は省画の多い異体で判読は難しいが、「弔亡魂」と認められる箇所がある事から板碑と見られている。

## 沿革
本碑は文中に「弔亡魂」と認められる文言がある事から追善が目的であった事、また「弘安第五天云々」の紀年銘から建碑は弘安5年8月の事であったと考えられ、江戸時代中期の塩竃神社の祠官、藤塚知明（塩亭。元文2年（1737年） - 寛政11年（1799年））によれば、河成允という書生が無学祖元による建碑であると説いているので、祖元が弘安4年の弘安の役における元軍戦歿者の追善の為に建碑を発願し、役の一周忌に当たる翌年8月20日の彼岸日に建てたものであり、役直後という事情を鑑みて僻遠の地を卜した上でなおかつ古体や離合体の文字を用いて難解な文面にしたものであろうと推測している。また「清俊謹拝」について長久保赤水は、祖元が建碑を円福寺（松島瑞巌寺の前身）の開山である法身（ほっしん）に託し、法身の弟子である清俊が事に当たったものであろうと説いている。別の一説には、帰化僧一山一寧の手によるものともいう。
元々、小田原村の安養寺境内に建てられ、慶長13年（1608年）に同寺が焼失した際に埋められたが、その後農夫によって発掘されたと伝えられており、天明6年（1786年）5月に燕沢村を訪れた橘南谿によって弘安の碑文が刻まれた大乗妙典一字一石の塔が村内の小さな観音堂にあると報告され、また寛政8年（1796年）4月に訪れた立砂という俳人もその紀行に「燕沢観音小堂の傍碑有。表ハ大乗妙典一字一石供養塔。裏尓（に）文あり」と記してあるので、当時は燕沢村の観音小堂に建てられていた事が判り、大場雄淵によればその観音小堂は槙嶋観音堂と呼ばれていたという。移された経緯に就いては、享保8年（1723年）に善応寺2世住持天嶺が背面に別の碑文を刻ませて「大乗妙典一字一石の塔」として祀った結果であるといい、天嶺の著述『松島夜話』中に近隣の住民から気味の悪い文字の書かれた石の処理を頼まれたという趣の文が記されていると言われ、その文字が弘安の碑文であったろうと推測される。なお、南谿によれば天嶺は碑が良石である事に目を付けた為に利用したものという。
その後観音堂は廃され、廃堂後はそのまま堂跡に立っていたが、戦前に日本政府によって五族協和の理念を示すものとして利用され、昭和16年（1941年）に蒙古聯合自治政府主席徳王の来訪を機に善応寺境内に移されるとともに東亜新秩序発揚の徴とされた。なお、移転に際しては碑の周辺から一字石が発掘されている。

## 釈文
昭和62年に東京歴史研究会の三原邦夫の記した「蒙古の碑を読む」という論文を参考すると、碑文の解読に初めて取り組んだのは江戸時代中期（18世紀後期）に活躍した細井広沢であった。細井の訳は以下の通り。

「ソレ　ジン　ヘツ　ナオ　ヨシ　ナラビニ　ドウ

　
　ヲウ　シャウ　エキ　アイ　マトウテ　ココニ　オサム　

　クルアヲ　ト　チヲ　ハカッテ　テウシテ　コンヲ　

　トドム　ゲンハ　サキニ　シシ　ボウハ　ノチニ　インス」

他に文政5年頃には、志村五城も訳を試みている。訳は以下の通り。

「ソレ　オモンミレバ　イ　チョクナレバ　ヨロシク　ミチ　ニ　シタガウベシ

　ヘツ　セイナレバ　マスマス　オシエヲ　オコス　ココニ

　
　オカヲ　カリ　シンヲ　キリ　ボウ　コンノ　トムライヲイタス

　
　ゼン　シニ　ハジメ　コウ　イン　ニ　ツカシム」

燕沢碑が有名となるきっかけを作った藤塚知明は『燕沢碑帖　附考証』を著して解読を試みている。

知明によれば銘文の4行28文字は右の如くに解読でき、文中の「刈丘断囟砥」は土地を均して建てるの謂で、「元前死次後殞」は文永の役と弘安の役の前後2回に亘る元寇の戦没者を指すものであると解し、また碑額の記号は「羅」に相当する種字で、大日経九字秘訳に、羅字を観れば凡夫も成仏し冥途の枉魂を救う、とあるのによるものと説いた。
なお、雄淵が先人の説として述べる釈文は以下の如くである。

一方、三原は、碑文の作者を中国僧と見て、きちんと音読した上で訳することを唱えている。それによれば、

「夫　以　ノ　直　宜　従　道　　　　＝　フ　イ　エィ　チョク　ギィ　ジュゥ　ドゥ」

「乁　正　益　糾　交（綴）云　乂　　＝　フッ　セイ　エキ　キュゥ　リ　ウン　ゲィ」

「丘　寸+刂　囟　砥　弔　亡　魂　　＝　ホゥ　ソン　シン　ティ　テゥ　ボゥ　コン」

「元　前　死　保　後　殞　矣（知？）＝　ゲン　ゼン　シ　ホゥ　コゥ　イン　シィ」

となり、さらに漢語の古字の意から訳せば、

「武役と共に　平穏な地に至りて仏の道に従う

　仏の道の者は猛々しく強気に枉がり、国交は混然と為っている事を戒める

　北の地の廃墟跡において頭髪を断ちて亡魂を弔う

　元より先に死しておられる亡骸の上に更に死者が重なっていった事を知ったが爲に」

となるという。三原は、岩手の黒石寺に到った、無学祖元門徒の留学僧の仏光が記した偈を彫ったのが、この碑ではないかと推測している。
　　　

## 偽作説
一方で碑文を偽作とする説もあった。これは、『仙台封内名蹟志』（佐藤信要著、寛保元年（1741年）跋）にも享保年間成立の『奥羽観蹟聞老志』にも記述が無い事から、一字一石塔の背面に後年の好事家がたわむれに難字を刻して世間を驚かそうとしたのであり、しかもその偽作者は石巻市の禅昌寺にある霊蛇田道公墳の碑を偽作したという好事家である藤塚知明であろうというものである。
また、田中義成によれば天嶺の刻む一字一石の碑文にある「享保八年」の銘には、「慶安」（1648年 - 1652年）と刻まれていたものを磨り消した形跡があり、碑面の様子からも碑文を有する慶安時の碑の背面に弘安の碑文を刻んだ疑いがあるという。